# Misión de Observación de las Naciones Unidas para Irak y Kuwait

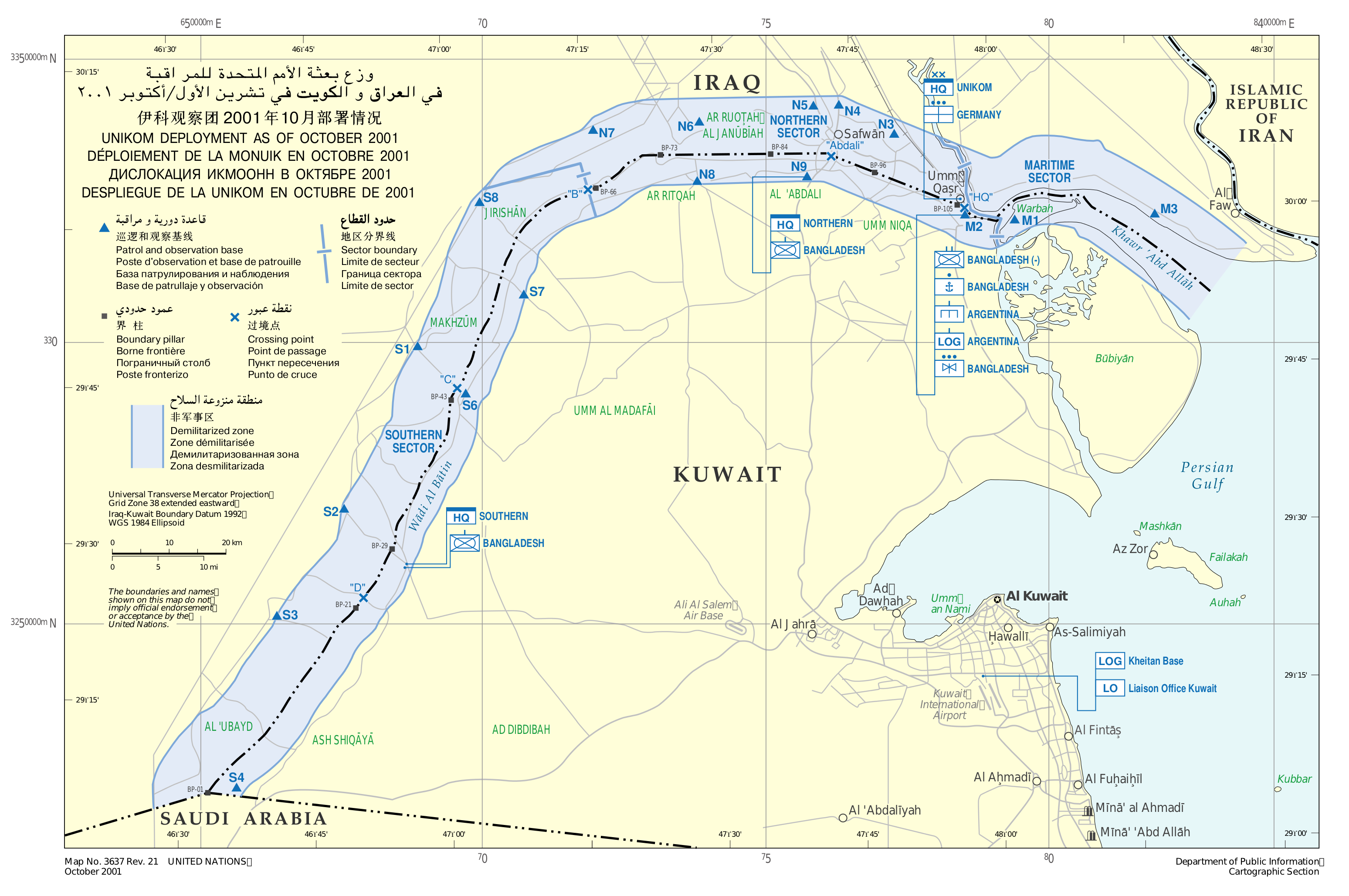
Despliegue de la UNIKOM en octubre de 2001.

La Misión de Observación de las Naciones Unidas para Irak y Kuwait (también conocida como UNIKOM por sus siglas en inglés) fue una operación internacional de mantenimiento de la paz desplegada en la zona desmilitarizada entre Irak y Kuwait entre los años 1991 y 2003. 
La misión fue establecida con la aprobación de la resolución 689 del Consejo de Seguridad de las Naciones Unidas del 9 de abril de 1991. Esta resolución, adoptada tras la expulsión por la fuerza del ejército iraquí del territorio de Kuwait, establecía inicialmente una misión de observación desarmada para supervisar la zona desmilitarizada, impedir violaciones fronterizas y evitar agresiones entre ambos países. Posteriormente, en 1993 y luego de incidentes fronterizos, el Consejo de Seguridad acordó aumentar el contingente de la UNIKOM y permitir que la misión realizara acciones militares para salvaguardar la zona desmilitarizada y hacer respetar la nueva demarcación de la frontera entre Irak y Kuwait.
La UNIKOM tuvo un despliegue máximo autorizado de 3645 efectivos uniformados, incluyendo 300 observadores militares, entre 1993 y 1995. En sus doce años de existencia, la UNIKOM sufrió 18 bajas (13 militares y 5 civiles personal de las Naciones Unidas).